# Pendulum (recueil)
Pour les articles homonymes, voir Pendulum.
Pendulum est un recueil, composé en 1978, de nouvelles de science-fiction écrites par A. E. van Vogt (Canada), et n'est pas traduit en français dans son intégralité.

## Résumés
- Pendulum, 1978 : Voir le résumé de Dialectes ;
- The Male Condition, 1978 : Voir le résumé de la Condition masculine ;
- Living With Jane, 1978 : Voir le résumé de Jane et les androïdes ;
- The First Rull, 1978 : Voir le résumé du Premier Rull ;
- Footprint Farm, 1978 ;
- The Non-Aristotelian Detective, 1978 : Voir le résumé du Détective non-A ;
- The Human Operators, janvier 1971 : Voir le résumé des Opérateurs humains ;
- The Launch of Apollo XVII, 1978 : Voir le résumé du Lancement d'Apollo XVII.